# Maximilian Reindl
Maximilian Reindl (* 9. September 1991 in Garmisch-Partenkirchen) ist ein deutscher Eishockeyspieler, der beim  EC Peiting in der Eishockey-Oberliga auf der Position des Stürmers spielt. Reindl ist der Neffe des ehemaligen Eishockeyspielers und heutigen DEB-Funktionärs Franz Reindl.

## Karriere
Reindl durchlief zunächst alle Jugendabteilungen beim SC Riessersee und hatte in der Saison 2008/09 erste Einsätze in der ersten Mannschaft des SC Riessersee, als er in insgesamt acht Begegnungen in der 2. Eishockey-Bundesliga zum Einsatz kam. Seit der Saison 2009/10 stand er in der Stammaufstellung und konnte mit dem Team in der Saison 2010/11 die Oberliga-Meisterschaft gewinnen. Sein Vertrag wurde nicht verlängert, weshalb er zur Saison 2011/12 zum EC Peiting wechselte.

## Erfolge und Auszeichnungen
- 2011 Oberliga-Meister mit dem SC Riessersee
- 2011 Aufstieg in die 2. Eishockey-Bundesliga mit dem SC Riessersee

## Karrierestatistik
| 2008/09              | SC Riessersee        | 2. BL                | 2  | 0 | 0 | 0 | 0  | 6  | 0 | 0 | 0 | 0  |
| 2009/10              | SC Riessersee        | 2. BL                | 44 | 0 | 1 | 1 | 25 | −  | − | − | − | −  |
| 2010/11              | SC Riessersee        | OL                   | 32 | 1 | 2 | 3 | 0  | 5  | 0 | 0 | 0 | 0  |
| 2011/12              | EC Peiting           | OL                   | 11 | 1 | 1 | 2 | 0  | 5  | 1 | 0 | 1 | 0  |
| 2011/12              | ESV Bad Bayersoien   | BL                   | 1  | 0 | 0 | 0 | 0  | —  | — | — | — | —  |
| Bezirksliga gesamt   | Bezirksliga gesamt   | Bezirksliga gesamt   | 1  | 0 | 0 | 0 | 0  | —  | — | — | — | —  |
| Oberliga gesamt      | Oberliga gesamt      | Oberliga gesamt      | 43 | 2 | 3 | 5 | 0  | 17 | 1 | 0 | 1 | 27 |
| 2. Bundesliga gesamt | 2. Bundesliga gesamt | 2. Bundesliga gesamt | 46 | 0 | 1 | 1 | 25 | 6  | 0 | 0 | 0 | 0  |

(Legende zur Spielerstatistik: Sp oder GP = absolvierte Spiele; T oder G = erzielte Tore; V oder A = erzielte Assists; Pkt oder Pts = erzielte Scorerpunkte; SM oder PIM = erhaltene Strafminuten; +/− = Plus/Minus-Bilanz; PP = erzielte Überzahltore; SH = erzielte Unterzahltore; GW = erzielte Siegtore; 1 Play-downs/Relegation; Kursiv: Statistik nicht vollständig)